# 大特快号列车
大特快号（俄语：Гранд Экспресс）是俄罗斯最早的私人列车名称，也是目前往返于莫斯科与圣彼得堡之间的一个列车的名称。
大特快号目前在俄罗斯铁路的代号为53/54次列车，从莫斯科出发时编号为23-40，从圣彼得堡出发时则为23-39。制造这辆列车的人们也叫这趟列车“火车旅馆”或“车轮上的酒店”。

## 概述
该列车在2005年由俄罗斯“大特快服务”（一家由米哈伊尔·拉宾诺维奇创立的私人火车公司）推出。这趟列车沿途不停靠，车内有普通车厢、商务车厢和豪华套房三种客舱。每节普通车厢有4个卧铺座位，2座在上、2座在下；这4个位置分别出售，以期达到“经济舒适”的效果。商务车厢可以按座购票，也可以按包厢购票。除此之外，这种车厢分为男厢和女厢两种；这种车厢每个有两个座位。豪华套房车厢也有详细的分类，车厢只能按整体购买，其中配备有浴室等基础设施。

部分车票涵盖了晚饭、早饭和午饭服务，而所有车票的持有者都可以在餐车菜单中选取购买自己青睐的食物。
目前，宜家已推出抽奖；抽中头等奖的顾客将有机会乘坐这趟列车。